# Piaroa pioi
Espèce
Piaroa pioi est une espèce de schizomides de la famille des Hubbardiidae.

## Distribution
Cette espèce est endémique de l'État de Falcón au Venezuela. Elle se rencontre dans la Sierra de San Luís.

## Description
Le mâle holotype mesure 4,2 mm.

## Étymologie
Cette espèce est nommée en l'honneur de Pío A. Colmenares García.

## Publication originale
- Villarreal, Armas & Garcia, 2014 : A new species of Piaroa (Schizomida: Hubbardiidae) from Venezuela, with taxonomic notes on the genus. Zootaxa, no 3765(4), p. 371-381.